# José Braulio Bedia Valdés
José Braulio Bedia Valdés El Menzo, pintor cubano nacido en La Habana el 13 de enero de 1959.
Bedia estudia en la Casa de la  Escuela Nacional de Bellas Artes San Alejandro, de La Habana y culmina sus estudios de arte en el Instituto Superior de Arte (ISA) de la misma ciudad.

## Exhibiciones Particulares
Sus trabajos artísticos han sido presentados en varios espectáculos individuales, como el '"Final del Centauro"' en 1989 en el Castillo de la Real Fuerza de La Habana. En 1994 presentó "José Bedia: De donde vengo" en el Instituto de Arte Contemporáneo de la Universidad de Pensilvania, Filadelfia (Estados Unidos). Exhibido también en "InSite94: A Binational Exhibition of Installation and Site Specific Art" de la Estación de Trenes de San Diego, California (EE. UU.)."Makishi Nkishi"2008 en Lyle O.Reitzel Gallery, Santo Domingo, República Dominicana.
"Ritual of Passage" en Lyle O. Reitzel Gallery de Miami, Wynwood Art District durante Art Basel Miami Beach 2009.

## Exhibiciones Colectivas
En 1978 comienza a participar junto a otros artistas cubanos en varias muestras colectivas. En 1980 forma parte de la exhibición "XIX Premi Internacional de Dibuix Joan Miró" de la Fundación Joan Miró, Centre d’Estudis d’Art Contemporani, Parc de Montjuic, Barcelona, España. Por su parte "Los novísimos cubanos. Grupo Volumen I" fue una significativa exposición que tuvo lugar en The Signs Gallery de Nueva York. Bedia fue seleccionado para participar en la muestra cubana de la I y II Bienal de La Habana, que realiza el Museo Nacional de Bellas Artes de La Habana. En 1990 estuvo presente en la XLIV Exposición Internacional de Arte de la Bienal de Venecia, Italia. En 2001 algunas de sus piezas fueron parte de la exhibición "Inside and Out. Contemporary Sculpture, Video and Installations" en la IV Bienal del Caribe y Centroamérica del Museo de Arte Moderno de Santo Domingo, República Dominicana. "El triunfo de la locura" X!! aniversario 2006, Lyle O. Reitzel Gallery, República Dominicana.

## Exposiciones Colectivas
A partir de 1978 comenzó a participar en exposiciones colectivas, entre ellas se encuentran: En 1980 el XIX Premi Internacional de Dibuix Joan Miró. Fundació Joan Miró, Centre d’Estudis d’Art Contemporani, Parc de Montjuic, Barcelona, España. En 1982 se presentó con "Los novísimos cubanos. Grupo Volumen I". The Signs Gallery, Nueva York, EE. UU. y en la III Bienal Iberoamericana de Arte Domecq. El paisaje en la pintura contemporánea. Instituto Cultural Domecq, México, entre otras. En 1984 y 1986 expuso en la 1a. y Segunda Bienal de La Habana, Museo Nacional de Bellas Artes de La Habana. En 1990 se presentó en la XLIV Exposizione Internazionale d’Arte. La Biennale di Venezia. Venecia, Italia. En el año 1994 se presentó en la 22 Bienal Internacional de Sâo Paulo. Parque Ibirapuera, Sâo Paulo, Brasil, y en Paper Visions V: A Biennial Exhibition of Works on Paper by Thirty Contemporary Latin American Artists.
En 1996 participó en "Nuevo Arte de Cuba y México". David Florida Gallery, Woody Creek/Aspen, Colorado, EE. UU. y en "Cuba Siglo XX. Modernidad y Sincretismo." Centro Atlántico de Arte Moderno, Las Palmas de Gran Canaria. Fundación La Caixa, Palma de Mallorca/. Centro de Arte Santa Mónica, Generalidad de Cataluña, Barcelona, España.
En el 2000 se vio en la 7.ª. Bienal de La Habana con "La gente en casa", Colección contemporánea. Museo Nacional de Bellas Artes, La Habana, CUBA. En el 2001 con "Inside and Out. Contemporary Sculpture, Video and Installations", Bass Museum of Art, se presentó en la IV Bienal del Caribe y Centroamérica, Museo de Arte Moderno, Santo Domingo, República Dominicana.

## Colecciones
Su obra se encuentra en las colecciones, Allan Frumkin Gallery, Nueva York, en Arkansas Art Center, Little Rock, EE. UU. En el Centro Wifredo Lam, La Habana, Cuba. En el Centro Cultural/Arte Contemporáneo, A.C., México, en la Galería Nina Menocal, México, D.F., y en el Loeb Art Center, Vassar College, Poughkeepsie, Nueva York, EE. UU. en el Ludwig Forum für Internationale Kunst, Aquisgrán, Alemania, en el Museo de Arte Contemporáneo (MARCO), Monterrey, Nuevo León, México, en el Museo Cubano de Arte y Cultura, Miami, Florida., EE. UU., en Museo de Bellas Artes, Caracas, Venezuela, en el Museo Nacional de Bellas Artes, La Habana, Cuba y en el Museum of Art, Fort Lauderdale, Florida., Estados Unidos de América. en el Museum of Art, Rhode Island School of Design, Providence, Rhode Island, en el Museum of Contemporary Art, San Diego, California, en el Norton Gallery, West Palm Beach, Florida., en Perseus Collection, Honolulu, Hawái, en The Filadelfia Museum of Art, Filadelfia, Pensilvania, en el Phoenix Art Museum, Phoenix, Arizona, en el Spencer Museum, Lawsrence, Kansas y en el Tampa Museum of Art, Tampa, Florida., EE. UU. Asimismo se encuentra en el Porin Taidemuseo, en Finlandia y en la Walter Philips Gallery, Banff Centre for the Arts, Alberta, Canadá.
Entre las múltiples exposiciones personales en las que ha presentado han estado en 1978 junto a Rubén Torres Llorca y Manuel González Daza en la Revista Moncada, La Habana.
En 1985 y hasta 1987 están: "New Art from Cuba: José Bedia, Flavio Garciandía, Ricardo Brey", Amelie A. Wallace Gallery, State University of Nueva York, College at Old Westbury, Nueva York/The Plaza Gallery, State University of Nueva York, Nueva York/Visual Art Department Gallery, State University of Nueva York, College Pirchase, Nueva York/North Hall Gallery, Massachusetts College of Art, Boston, Massachusetts/ Montserrat School of Visual Art, Beverly, EE. UU.
En 1989 se vio en "Final del Centauro". Tercera Bienal de La Habana. Castillo de la Real Fuerza, La Habana, Cuba.
En 1994 "José Bedia: De donde vengo", fue vista en el Institute of Contemporary Art, University of Pensilvania, Filadelfia, Pensilvania, EE. UU. También estuvo en "InSite94: A Binational Exhibition of Installation and Site Specific Art". San Diego Train Station, San Diego, California. Ese mismo año participó en la 20° Bienal de Sâo Paulo. Museu de Arte Moderna, Sâo Paulo, Brasil. En 1995 junto con Carlos Capelán, estuvo en Saint Clair Cemin. XLVI Biennale di Venecia, Zitelle Giudecca 34, Venecia, Italia.

## Premios
Durante el transcurso de su carrera ha ganado numerosos premios. En 1982 obtuvo el Gran Premio. "Salón Paisaje’82", Museo Nacional de Bellas Artes, La Habana, Cuba. En 1986 el Premio. Segunda Bienal de La Habana, Museo Nacional de Bellas Artes, La Habana. En 1988 el Premio Bienal de la Crítica de la Unión de Escritores y Artistas de Cuba (UNEAC) y en 1994 Guggenheim Foundation Fellowship, Nueva York, EE. UU. En 1988 fue reconocido su trabajo con la Distinción por la Cultura Nacional, Consejo de Estado, República de Cuba.